# Christella multiauriculata
Christella multiauriculata là một loài dương xỉ trong họ Thelypteridaceae. Loài này được Punetha mô tả khoa học đầu tiên.
Danh pháp khoa học của loài này chưa được làm sáng tỏ. 